# Microrégion de Tabuleiro
La microrégion de Tabuleiro est l'une des trois microrégions qui subdivisent la Mésorégion du Grand Florianópolis de l'État de Santa Catarina au Brésil.
Elle comporte cinq municipalités qui regroupaient 23 926 habitants après le recensement de 2010 pour une superficie totale de 2 382 km².

## Municipalités
- Águas Mornas
- Alfredo Wagner
- Anitápolis
- Rancho Queimado
- São Bonifácio